# Малые Решники
Малые Решники — деревня в Можайском районе Московской области в составе сельского поселения Бородинское. На 2010 год, по данным Всероссийской переписи 2010 года, постоянного населения не зафиксировано. До 2006 года Малые Решники входили в состав Синичинского сельского округа.
Деревня расположена в северо-западной части района, примерно в 27 км к северо-западу от Можайска, на южном берегу Можайского водохранилища, у впадения безымянного ручья, высота центра над уровнем моря 198 м. Ближайшие населённые пункты — Дёрново на северо-восток и Бабынино на юго-восток.